# Empresas ICA

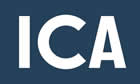
Logo d’Empresas ICA

Empresas ICA est une entreprise de construction mexicaine fondée en 1947.